# Picot alabarrat meridional
El picot alabarrat meridional (Colaptes melanolaimus) és una espècie d'ocell de la família dels pícids (Picidae) que habita diversos medis boscosos de Bolívia, oest del Paraguai i centre i nord de l'Argentina.